# Chaetodon selene
Chaetodon selene е вид бодлоперка от семейство Chaetodontidae. Видът не е застрашен от изчезване.

## Разпространение
Разпространен е в Индонезия, Папуа Нова Гвинея, Провинции в КНР, Тайван, Филипини и Япония.